# José Luis Vellon
José Luis Vellon (* 4. Juli 1954) ist ein ehemaliger puerto-ricanischer Boxer. 
Vellon war Mittelamerika- und Karibikmeister der Jahre 1972 im Federgewicht (-57 kg) und  1973 und 1975 im Leichtgewicht (-60 kg) und Nordamerikameister 1974 im Leichtgewicht. 1972 nahm er an den Olympischen Spielen in München teil, schied jedoch bereits in der Vorrunde aus. Vellons größter Erfolg war der Gewinn der Bronzemedaille bei den Weltmeisterschaften 1974. Im Halbfinale des Leichtgewichts schied er gegen den späteren Silbermedaillengewinner Simion Cuțov, Rumänien, aus. Im selben Jahr gewann er auch eine Silbermedaille bei den Zentralamerika- und Karibikspielen.
José Luis Vellon wurde später Trainer und Präsident des puerto-ricanischen Boxverbandes.